# Leioproctus lucidus
Leioproctus lucidus (лат.) — вид пчёл рода Leioproctus из семейства Colletidae. Австралия.

## Описание
Мелкие пчёлы (длина тела около 5 мм) с опушением из светлых волосков (тело чёрное, тергиты спереди коричневые, сзади полупрозрачные оранжевые, скапус темно-коричневый). От близких видов отличаются следующими признаками: тергит T1 гладкий с редкими пунктурами, тергиты T2–4 с широкими полупрозрачными задними краями, поверхность кутикулы в основном гладкая и блестящая, базитибиальная пластинка округлённая. Крылья с 2 субмаргинальными ячейками, клипеус выпуклый (также как и надклипеальная область), скапус усиков короткий и не достигает среднего оцеллия, длинная югальная лопасть заднего крыла, то есть простирающаяся значительно ниже уровня cu-v. Гнездятся в песчаной и глинистой почве. Включен в состав подрода Colletellus Michener, 1965 (подсемейство Neopasiphaeinae). Вид был впервые описан в 2018 году австралийским энтомологом Remko Leijs (South Australian Museum, Аделаида, Австралия).